# ماك براندت
ماك براندت (بالإنجليزية: Mac Brandt)‏ هو ممثل أمريكي، ولد في 1980 بشيكاغو في الولايات المتحدة.

## وصلات خارجية
- ماك براندت على موقع IMDb (الإنجليزية)
- ماك براندت على موقع قاعدة بيانات الفيلم (الإنجليزية)